# نووایا مالیکلا
نووایا مالیکلا (روسی: Новая Малыкла) یک شهرک در استان اولیانوفسک در کشور روسیه است.